# Australammoecius peckorum
Australammoecius peckorum är en skalbaggsart som beskrevs av Zdzisława Stebnicka och Henry Fuller Howden 1996. Australammoecius peckorum ingår i släktet Australammoecius och familjen Aphodiidae. Inga underarter finns listade.